# Benim nos Jogos Olímpicos de Verão de 1980
O Benim competiu nos Jogos Olímpicos de Verão de 1980 em Moscou, União Soviética. O país retornou aos Jogos olímpicos após perder os Jogos Olímpicos de Verão de 1976. Anteriormente, o país competiu como Daomé.

## Resultados por Evento

### Atletismo
100 m masculino
- Pascal Aho
  - Eliminatórias — 11.01 (→ não avançou)

200 m masculino
- Pascal Aho
  - Eliminatórias — 22.09 (→ não avançou)

800 m masculino
- Adam Assimi
  - Eliminatórias — 1:59.9 (→ não avançou)

1.500 m masculino
- Damien Degboe
  - Eliminatórias — 4:15.3 (→ não avançou)

5.000 m masculino
- Amadou Alimi
  - Eliminatórias — 15:44.0 (→ não avançou)

Salto em distância masculino
- Théophile Hounou
  - Classificatória — 7,07 m (→ não avançou)

Salto triplo masculino
- Henri Dagba
  - Classificatória — 14,71 m (→ não avançou)

Lançamento de dardo masculino
- Inoussa Dangou
  - Classificatória — 63,56 m (→ não avançou, 17º lugar)

100 m feminino
- Edwige Bancole
  - Eliminatórias — 13.19 (→ não avançou)

### Boxe
Peso Galo (– 54 kg)
- Firmin Abissi
  - Primeira Rodada — Bye
  - Segunda Rodada — Perdeu para Ryszard Czerwinski (Polônia) por nocaute no primeiro round

Peso Pena (– 57 kg)
- Barthelemy Adoukonou
  - Primeira Rodada — Bye
  - Segunda Rodada — Defeated?? Sambo (Madagascar) após desclassificação no segundo round
  - Terceira Rodada — Perdeu para Tsacho Andreikovski (Bulgária) por nocaute no segundo round

Peso Leve (– 60 kg)
- Patrice Martin
  - Primeira Rodada — Perdeu para Yordan Lesov (Bulgária) por nocaute no primeiro round

Peso Meio-Médio Ligeiro (– 63,5 kg)
- Aurelien Agnan
  - Primeira Rodada — Perdeu para Patrizio Oliva (Itália) após interrupção da luta no primeiro round